# Carex depressa
Carex depressa är en halvgräsart som beskrevs av Heinrich Friedrich Link. Carex depressa ingår i släktet starrar, och familjen halvgräs.

## Underarter
Arten delas in i följande underarter:
- C. d. basilaris
- C. d. depressa
- C. d. transsilvanica